# Wilfersdorf (Gemeinde Tulbing)
Wilfersdorf ist eine Ortschaft und eine Katastralgemeinde der Gemeinde Tulbing im Bezirk Tulln in Niederösterreich.

## Geografie
Das südwestlich von Tulbing gelegene Dorf unterhalb der Hohen Wand in der Neuen Welt liegende Dorf wird vom Hauptgraben entwässert. Die Hauptachse des Dorfes bildet die Landesstraße L2135, von der im Ort die L2011 nach Chorherrn abzweigt.

## Geschichte
Laut Adressbuch von Österreich waren im Jahr 1938 in Wilfersdorf zwei Gastwirte, zwei Gemischtwarenhändler, zwei Landesproduktehändler, ein Maurermeister, eine Milchgenossenschaft, ein Müller, zwei Schuster und zwei Viktualienhändler ansässig.